# Cirrhipathes hainanensis
Cirrhipathes hainanensis is een Antipathariasoort uit de familie van de Antipathidae. De wetenschappelijke naam van de soort is voor het eerst geldig gepubliceerd door Zou & Zhou.